# Тшцянкі (Рицький повіт)
Тшцянкі (пол. Trzcianki) — село в Польщі, у гміні Новодвур Рицького повіту Люблінського воєводства.
Населення — 381 особа (2011).
У 1975-1998 роках село належало до Люблінського воєводства.

## Демографія
Демографічна структура станом на 31 березня 2011 року:
|          | Загалом | Допрацездатний вік | Працездатний вік | Постпрацездатний вік |
| -------- | ------- | ------------------ | ---------------- | -------------------- |
| Чоловіки | 193     | 51                 | 130              | 12                   |
| Жінки    | 188     | 42                 | 109              | 37                   |
| Разом    | 381     | 93                 | 239              | 49                   |